# Titkok szállodája
Titkok szállodája (eredeti cím: El hotel de los secretos) 2016-os mexikói telenovella, amit María Renée Prudencio, Gerardo Pérez Zermeño és Carlos Pascual alkotott. A főbb szerepekben Irene Azuela, Daniela Romo, Erick Elías, Diana Bracho és Jorge Poza látható.
A Mexikóban 2016. január 25-én került adásba a Univision csatornán. Magyarországon a TV2 kezdte el vetíteni 2018. szeptember 27-én. 2018. november 19-én átkerült az Izaura TV-re.

## Cselekmény
Egy szerény származású fiatalember a San Cristóbal Tlaxico nevű falu szélén található Gran Hotelbe utazik, hogy meglátogassa nővérét, Cristinát, aki a szálloda emeletfelügyelőjeként dolgozik. Megérkezésekor Julio felfedezi, hogy több mint egy hónappal ezelőtt elbocsátották, mert állítólag lopott a szállodából, senki sem tud róla semmit.
Julio úgy dönt, hogy marad, és pincérként dolgozik, hogy kivizsgálja a lány eltűnését. Összebarátkozik Isabel Alarcónnal, a szálloda tulajdonosának, Doña Teresa Alarcónnak egyik lányával.

## Szereplők
| Színész                | Szerep                                      | Megjegyzés                                                                 | Magyar hang          |
| ---------------------- | ------------------------------------------- | -------------------------------------------------------------------------- | -------------------- |
| Irene Azuela           | Isabel Alarcón Langre                       | Teresa lánya, Sófia és felipe testvére, Diego menyasszonya, Julio szerelme | Laurinyecz Réka      |
| Erick Elías            | Julio Olmedo Gutiérrez / Julio Espinoza     | volt bűnöző, pincér, Cristina testvére, Isabel szerelme                    | Posta Victor         |
| Daniela Romo           | Ángela Gómez Vda. de Salinas                | Andrés édesanyja                                                           | Menszátor Magdolna   |
| Diana Bracho           | Teresa Langre Vda. de Alarcón               | Sófia, Isabel és Felipe édesanyja, Romulo özvegye                          | Vándor Éva           |
| Jorge Poza             | Diego Montejo                               | Főgonosz, bűnöző, Isabel vőlegénye                                         | Bordás János         |
| Carlos Rivera          | Andrés Salinas Gómez / Andrés Alarcón Gómez | Ángela fia, pincér                                                         | Moser Károly         |
| Dominika Paleta        | Sofía Alarcón Langre de Vergara             | gazember, Teresa lánya, Sófia és Isabel testvére, Alfedo felesége          | Wessely-Simonyi Réka |
| Alejandro de la Madrid | Alfredo Vergara Saviñón                     | gróf, Sófia férje                                                          | Tokaji Csaba         |
| Pablo Cruz Guerrero    | Felipe Alarcón Langre                       | Teresa fia, Sófia és Isabel testvére, nőcsábász                            | Szabó Máté           |
| Jesús Ochoa            | Serapio Ayala                               | nyomozó, Matildébe szerelme                                                | Borbiczki Ferenc     |
| Regina Blandón         | Matilde Salaberri                           | Isabel barátnője                                                           | Gazdik Kata          |
| Ximena Herrera         | Cristina Olmedo Gutiérrez                   | szobalány, Julio testvére, Sófia meggyilkolta                              | Sallai Nóra          |
| Juan Ferrara           | Dr. Lázaro Vicario                          | orvos                                                                      | Dézsy Szabó Gábor    |
| Claudia Ramírez        | Cecilia Gaitán                              | Julio segítője                                                             | F. Nagy Erika        |
| Silvia Mariscal        | Doña Elisa Vda. de Vergara                  | Alfredo édesanyja                                                          | Andresz Kati         |
| Eduardo Liñán          | Evaristo Ballesteros                        | ezredes, Mercédes és Eugénia édesapja                                      | Németh Gábor         |
| Marlene Kalb           | Victoria Louis                              | Elisa szolgálónője                                                         | Csifó Dorina         |

## A sorozat készítése
A forgatás 2015. október 26-án kezdődött és 2016. május 16-án fejeződött be.